# Yüksel Sariyar
Yüksel Sariyar (ur. 1 sierpnia 1979 w Wiedniu) – austriacki piłkarz pochodzenia tureckiego występujący na pozycji pomocnika. Zawodnik klubu ASK Mannersdorf.

## Kariera klubowa
Sariyar zawodową karierę rozpoczynał w 1998 roku w Austrii Wiedeń. W sezonie 1998/1999 nie rozegrał tam jednak żadnego spotkania. W 1999 roku odszedł do tureckiego klubu Gençlerbirliği SK. W 2000 roku powrócił do Austrii, gdzie został graczem zespołu LASK Linz. W Bundeslidze zadebiutował 18 lipca 2000 w przegranym 0:2 meczu z Rapidem Wiedeń. 29 lipca 2000 w wygranym 3:1 spotkaniu z SC Bregenz zdobył pierwszą bramkę w trakcie gry w Bundeslidze. W LASK-u Sariyar spędził trzy sezony.
W 2003 roku przeszedł do tureckiego Kocaelisporu, grającego w drugiej lidze. Po roku został graczem austriackiego SV Pasching. Pierwszy ligowy mecz zaliczył tam 20 lipca 2004 przeciwko Sturmowi Graz (3:0). W 2007 roku podpisał kontrakt z Austrią Wiedeń. W jej barwach zadebiutował 11 lipca 2007 w zremisowanym 2:2 ligowym pojedynku ze Sturmem Graz. W 2008 roku zajął z zespołem 3. miejsce w lidze.
Latem 2008 odszedł do drugoligowego SC Wiener Neustadt. W 2009 roku awansował z nim do Bundesligi. Na początku 2010 roku przeniósł się do słowackiego klubu DAC 1904 Dunajská Streda. W połowie tego samego roku odszedł z klubu. W 2011 roku dołączył do amatorskiej austriackiej drużyny ASK Mannersdorf.

## Kariera reprezentacyjna
W reprezentacji Austrii Sariyar zadebiutował 9 lutego 2005 roku w przegranym po rzutach karnych 3:5 towarzyskim meczu z Łotwą (1:1 w regulaminowym czasie gry). W tamtym spotkaniu strzelił także gola. Do 2007 roku w drużynie narodowej rozegrał 13 spotkań i zdobył jedną bramkę.